# Mnichov (Boêmia do Sul)
Mnichov é uma comuna checa localizada na região da Boêmia do Sul, distrito de Strakonice.